# LAV Madrid-Extremadura-Lisboa
La LAV Madrid-Extremadura-Lisboa o LAV Madrid - Extremadura - Frontera portuguesa és una línia d'alta velocitat de la península Ibèrica que connectarà les ciutats espanyoles de Madrid, Càceres, Mèrida i Badajoz (Extremadura) amb la ciutat portuguesa de Lisboa.